# Tommy Hilfiger (företag)
Tommy Hilfiger är ett amerikanskt multinationellt modeföretag som tillverkar och säljer bland annat accessoarer, heminredning, kläder, parfym och skor.
Företaget grundades 1985 av modedesignern Tommy Hilfiger med finansiellt stöd från den indiske textilmagnaten Mohan Murjani. 1989 köpte affärsmännen Silas Chou och Lawrence Stroll företaget och tre år senare blev det ett publikt aktiebolag. 2006 blev det uppköpt av det brittiska riskkapitalbolaget Apax Partners LLP för 1,6 miljarder amerikanska dollar. Fyra år senare sålde Apax vidare Tommy Hilfiger till den nuvarande ägaren PVH Corp. för tre miljarder dollar.
För 2019 hade de en omsättning på 9,2 miljarder dollar och en personalstyrka på omkring 16 000 anställda. Deras huvudkontor ligger i New York i New York.